# 甘添貴
甘添貴，中華民國台灣刑法學者，現為台灣刑事法學會榮譽理事長、國立臺北大學法律學院名譽教授
。曾任國立臺北大學（國立中興大學法商學院）、輔仁大學法律學系教授兼系主任、世新大學法律學系客座教授；亦曾專任及兼任東吳大學、東海大學、國立中興大學等校法律學系教職。

## 著作[11]
- 《日本刑法翻譯與解析》2018
- 《刑法各論（上）》2019，修訂五版
- 《刑法各論（下）》2015，修訂四版
- 《罪數理論之研究》2006
- 《捷徑刑法總論》2004，甘添貴、謝庭晃合著
- 《刑法案例解評》1999

## 資料來源
1. ↑  Arndt Sinn．山中敬一．王皇玉．古承宗．甘添貴教授八秩華誕祝壽論文集編委會　主編．江溯．何榮功．吳天雲．李金定．李錫棟．周慶東．明照博章．林志潔．林書楷．松原芳博．邱忠義．馬躍中．張天一．張羽筑．張明楷．梁根林．許恒達．陳俊榕．陳興良．馮軍．黃士軒．黃國瑞．黃源盛．路軍．靳宗立．趙丙貴．劉明祥．蔡聖偉．鄭善印．謝庭晃．謝開平．羅家曲. . 台灣: 元照出版公司. 2021. ISBN 9789575115074.
2. ↑  葛祥林．Eric Hilgendorf．李睿祥．楊益誠．謝開平．徐岱．趙國強．張麗卿．吳耀宗．徐育安．蔡佩芬．劉志偉．胡樹琪．曾昭愷．許福生．王紀軒．甲斐克則．謝庭晃．Ulrich Schroth．劉傳璟．林東茂．曾淑瑜．蔡蕙芳．Frank Peter Schuster．張正昕．趙秉志．袁彬．林谷燕．王榮聖．江朝聖．林國彬．石經海．唐渠渠．趙晞華．法思齊．莫洪憲．梅傳強．王秀梅．魏昌東．張遠煌．利子平．石聚航．劉秉鈞．張磊．林裕順．黃朝義．張明偉．吳俊毅．王正嘉．謝煜偉．潘怡宏．游明得．許家源．劉邦繡. . 台灣: 元照出版公司. 2021. ISBN 9789575115081.
3. ↑  名譽教授 （页面存档备份，存于）.國立台北大學法律學院
4. ↑  【賀】法律學院院務會議通過甘添貴教授、林誠二教授為名譽教授！ （页面存档备份，存于）.國立台北大學
5. ↑  高雄地院邀甘添貴教授談醫療過失責任之認定 （页面存档备份，存于）.司法院全球資訊網
6. ↑  .   [2022-12-17]. （原始内容存档于2022-12-17）.
7. ↑  .   [2022-02-09]. （原始内容存档于2022-02-09）.
8. ↑  檢方查詐領 教授：微罪非貪污 （页面存档备份，存于）.台灣英文新聞
9. ↑  甘添貴 （页面存档备份，存于）.輔仁大學法律學系
10. ↑  刺死鐵路警察一審無罪 刑法條文引發討論 （页面存档备份，存于）.公視新聞網
11. ↑  甘添貴 （页面存档备份，存于）.法源法律網